# Enigmacursor
Enigmacursor (il cui nome significa "corridore enigmatico") è un genere estinto di dinosauro neornitischiano vissuto nel Giurassico superiore, circa 155–148 milioni di anni fa (Kimmeridgiano), in quella che oggi è la Formazione Morrison in Colorado, Stati Uniti. Il genere contiene una singola specie, la specie tipo E. mollyborthwickae.

## Scoperta e denominazione
L'esemplare olotipo, NHMUK PV R 39000, venne scoperto tra il 2021 e il 2022 nella Contea di Moffat, Colorado, dalla società privata Dinosaurs of America, LLC e acquisito dal Museo di storia naturale di Londra (NHM) nel 2024. Rappresenta uno scheletro postcranico parziale conservato tridimensionalmente con denti associati.
L'esemplare venne descritto come un nuovo genere e una nuova specie da Susannah Maidment e Paul Barrett nel 2025. Il nome del genere Enigmacursor deriva dalla parola enigma, la quale si riferisce alla confusione tassonomica dei neornitischi della Formazione Morrison come Nanosaurus, e dalla parola latina cursor, che significa "corridore", per i suoi arti posteriori allungati tipici degli animali cursori. Il nome della specie, mollyborthwickae, rende omaggio a Molly Borthwick, che ha donato i fondi per l'acquisizione dell'esemplare da parte del NHM.

## Classificazione
Maidment & Barrett (2025) hanno inserito Enigmacursor in un'analisi filogenetica e lo hanno posizionato come taxon gemello di Yandusaurus. Un cladogramma adattato dalla loro analisi è mostrato di seguito:
|  | Agilisaurus                                                  |
|  |                                                              |
|  | Hexinlusaurus                                                |
|  |                                                              |
|  | \| \| Yandusaurus \| \| \| \| \| \| Enigmacursor \| \| \| \| |
|  |                                                              |
|  | Cerapoda                                                     |
|  |                                                              |
|  | Yandusaurus                                                  |
|  |                                                              |
|  | Enigmacursor                                                 |
|  |                                                              |

|  | Yandusaurus  |
|  |              |
|  | Enigmacursor |
|  |              |

## Paleoecologia

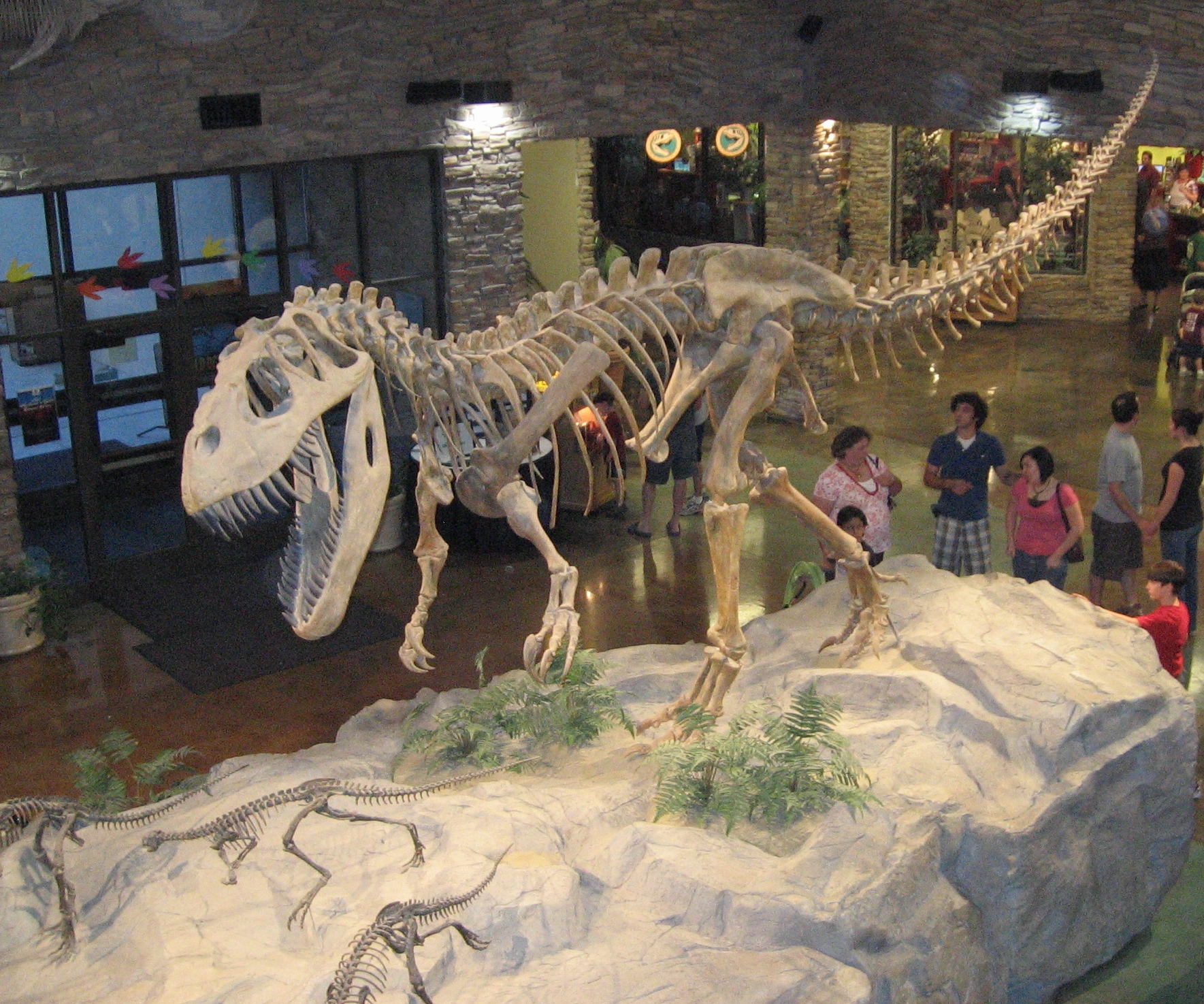
Torvosaurus montato come se inseguisse dei piccoli neornitischi

Enigmacursor era uno dei membri più piccoli della variegata fauna di dinosauri della Formazione Morrison, minuscolo in confronto ai sauropodi giganti che abitavano nel suo stesso ambiente. La Formazione Morrison è interpretata come un ambiente semiarido con distinte stagioni umide e secche e pianure alluvionali piatte. La vegetazione variava dalle foreste a galleria di conifere, felci arboree e felci lungo i fiumi, alle savane di felci con sporadici alberi. La formazione rappresenta un ricco terreno di caccia per i fossili, contenente resti di alghe verdi, funghi, muschi, equiseti, felci, cicadee, ginkgo e diverse famiglie di conifere. Altri fossili scoperti includono bivalvi, lumache, pesci actinopterygii, rane, salamandre, tartarughe, sfenodonti, lucertole, coccodrilli terrestri e acquatici, diverse specie di pterosauri e mammiferi primitivi come docodonti, multitubercolati, simmetrodonti e triconodonti. La Morrison ha inoltre restituito i resti di alcuni dei più famosi dinosauri noti, come i teropodi Ceratosaurus, Allosaurus, Ornitholestes e Torvosaurus, i sauropodi Apatosaurus, Brachiosaurus, Camarasaurus e Diplodocus e gli ornitischi Camptosaurus, Dryosaurus e Stegosaurus.